# Bernabé Martí
Bernabé Martínez Remacha (Villarroya de la Sierra, Aragó, 14 de novembre de 1928 - Barcelona, 18 de març de 2022), generalment conegut pel seu nom artístic Bernabé Martí, fou un cantant líric sovint associat a la seva dona, la soprano Montserrat Caballé, de qui va enviudar el 2018.

## Infantesa i Joventut
Va ser el sisè i darrer fill d'una família camperola. Als tretze anys va haver de deixar l'escola per ajudar econòmicament la seva família treballant de pagès, ja que el seu pare es feia gran i ell era l'únic fill que vivia amb ells. També s'encarregava de portar un ramat de cabres a pasturar, pujant-les muntanya amunt fins a l'ermita de la Verge de la Serra, situada a 1.600 metres. El seu somni era formar part de la banda de música municipal, per a la qual cosa es va esmerçar en aprendre solfeig i saxo.

## Començament de la seva carrera
Als vint anys el capellà del poble el va sentir cantant una Jota i va quedar tan admirat que va convèncer els seus pares perquè el portessin a estudiar cant a Saragossa. A la ciutat, la professora Asunción Vitoret li va fer una prova i va reconèixer de seguida el seu valor en brut. Juan Azaga, mestre de la capella de la Basílica del Pilar també va quedar impressionat i el va acollir durant un any dins els "Infants de la coral". Els dos anys següents va anar al Conservatori de música a Madrid, on va ser alumne del professor José Luis LLoret. El 1953 gràcies a una beca de 5.000 pessetes anuals, concedida per la Diputació de Saragossa va continuar els seus estudis durant tres anys més al conservatori Santa Cecília de Roma. Després va assistir a l'Academia de Siena per perfeccionar el seu estil de cant. Allà va ser seleccionat per interpretar l'òpera Ecuba de Bruno Rigachi. També va anar a Milà per a rebre classes de la soprano barcelonina Mercedes Llopart. El 1956 va tornar a Saragossa per cantar durant les festes del Pilar al Teatro Principal. Per a l'ocasió va triar fragments de diverses òperes i la jota de la sarsuela El trust de los tenorios, amb música de Josep Serrano.

## Reconeixement professional
Als festivals de Granada el 1958 va tenir el seu primer reconeixement de la crítica per la seva interpretació de La vida breve de Manuel de Falla. Tot seguit li van oferir cantar Salomé de Richard Strauss a l'Òpera de Düsseldorf, contractat pel mestre Alberto Erede. Després va fer una gira de dos anys cantant a diferents ciutats europees. El 1960 va actuar al Gran Teatre del Liceu de Barcelona amb l'estrena de El cap de drac del mestre Ricard Lamote de Grignon, basada en una obra de Valle-Inclán. Des d'aleshores va reduir el seu cognom a Martí. En els anys següents va interpretar Carmen i Werther a diferents teatres de França i Alemanya. També va cantar Manon Lescaut al Teatre Colón de Buenos Aires i La Bohème a Ciutat de Mèxic, Lima, Caracas i Santiago de Xile. Al Carnegie Hall de Nova York va interpretar Il pirata; Il trovatore a San Antonio de Texas; a Washington DC Rigoletto i a Dallas, Houston i Kansas el repertori va ser Tosca, Werther, Turandot, Pagliacci, Carmen i Norma.

## Vida personal
El 1964 es representava Madama Butterfly a La Corunya i es va posar malalt el tenor. Aleshores la soprano Montserrat Caballé, que interpretava el paper protagonista, va suggerir que la substitució la fes Bernabé, perquè l'havia sentit cantar al Teatre Calderón i li havia agradat la seva veu. En un principi el Bernabé va dubtar d'acceptar però el fill de Miguel Fleta, amb qui compartia pis, el va engrescar. Tots dos van sortir a comprar la partitura i Bernabé la va estudiar a correcuita. Montserrat i Bernabé la van tornar a cantar al Liceu de Barcelona. Poc després es van comprometre oficialment encara que no es van casar fins que els respectius compromisos professionals els ho va permetre. La cerimònia va tenir lloc el 14 d'agost de 1964 al Monestir de Montserrat. Junts van tenir un fill, de nom Bernabé, i una filla, Montserrat, també cantant.

### Defunció
Va morir el 18 de març de 2022 a Barcelona, als 93 anys d'edat. Està enterrat en el cementiri del seu poble natal, al costat dels seus pares.

## Els darrers anys artístics
El 1972 estava a París interpretant Norma juntament amb la seva esposa quan, de sobte, es va trobar malament i no va poder acabar la funció. De tornada a Barcelona, va visitar el metge i va saber que el seu pulmó esquerre estava gairebé inútil per l'agreujament d'una malaltia que havia passat durant la infantesa. Amb el tractament recomanat va millorar però després li va sorgir una lleu lesió cardíaca que el va portar a plantejar-se posar fi a la seva vida artística. La seva darrera actuació va ser a Ripoll el 1985.

## Discografia
| Nom del disc                                  | Contingut                                                       | Editorial          | Data      |
| --------------------------------------------- | --------------------------------------------------------------- | ------------------ | --------- |
| Marina                                        | Sarsuela completa                                               | Ed La Voz          | 1962      |
| Romanzas de la zarzuela                       | fragments                                                       | Ed Vergara         | 1964      |
| Duos de amor                                  | fragments d'òperes, amb Montserrat Caballé                      | Ed Vergara         | 1964      |
| Duos de zarzuela                              | fragments                                                       | Ed Vergara         | 1967      |
| Doña Francisquita; La Dogaresa; Los de Aragón | zarzueles completes                                             | Ed Vergara         | 1967-1968 |
| Il pirata de Vincenzo Bellini                 | òpera, amb M. Caballé, Piero Cappuccilli i Gianandrea Gavazzeni | His Master's Voice | 1971      |